# Sunette Viljoen
Sunette Stella Viljoen (Johannesburg, 6 oktober 1983) is een Zuid-Afrikaanse atlete, die is gespecialiseerd in het speerwerpen. Ze vertegenwoordigde haar vaderland viermaal op de Olympische Spelen en won hierbij in totaal één zilveren medaille. Ook heeft ze het Afrikaanse record in handen in deze discipline.

## Carrière
Na het behalen van drie Afrikaanse titels in 2004, 2008 en 2010 en tweemaal goud op de Gemenebestspelen (2006 en 2010), brak Viljoen op de wereldkampioenschappen van 2011 in Daegu definitief door met een bronzen medaille. Tot dan toe was ze op wereldkampioenschappen en Olympische Spelen telkens uitgeschakeld in de kwalificaties. Jaren later werd de prestatie van de Zuid-Afrikaanse zelfs opgewaardeerd naar zilver, omdat in 2016 na hertests was vastgesteld, dat de winnende Russin Maria Abakoemova de dopingregels had overtreden en als gevolg daarvan met terugwerkende kracht uit de uitslag werd geschrapt.
In 2012 behaalde zij op de Olympische Spelen in Londen de finale wel, maar viel zij met haar 64,53 m als vierde net buiten de prijzen. In 2015 behaalde ze bij de wereldkampioenschappen atletiek een bronzen medaille bij het speerwerpen. Met een beste poging van 65,79 bleef ze achter de Duitse Katharina Molitor (goud; 67,69) en Chinese Lyu Huihui (zilver;66,13).
De enige keer dat ze het podium haalde bij de Olympische Spelen was bij de Spelen van 2016 in Rio. Met 64,92 won ze een zilveren medaille achter de Kroatische Sara Kolak, die het goud won met een verbetering van het Kroatische record tot 66,18.

## Titels
- Afrikaans kampioene speerwerpen - 2004, 2008, 2010
- Gemenebestkampioene speerwerpen - 2006, 2010
- Universitair kampioene speerwerpen - 2009, 2011
- Zuid-Afrikaans kampioene speerwerpen - 2003, 2004, 2006, 2009

## Persoonlijk record
Outdoor
| Onderdeel   | Afstand      | Datum       | Plaats   |
| ----------- | ------------ | ----------- | -------- |
| speerwerpen | 69,35 m (AR) | 9 juni 2012 | New York |

## Palmares

### speerwerpen
Kampioenschappen
- 2003: 16e WK - 56,78 m
- 2004:  Afrikaanse kamp. - 60,13 m
- 2004: 35e OS - 54,45 m
- 2006:  Afrikaanse kamp. - 55,64 m
- 2006:  Gemenebestspelen - 60,72 m
- 2008:  Afrikaanse kamp. - 55,17 m
- 2008: 33e OS - 55,58 m
- 2009:  Universiade - 62,52 m
- 2009: 18e WK - 56,83 m
- 2010:  Afrikaanse kamp. - 63,33 m
- 2010:  Gemenebestspelen - 62,34 m
- 2011:  Universiade - 66,47 m (AR)
- 2011:  WK - 68,38 m (AR) (na DQ Maria Abakoemova)
- 2012: 4e OS - 64,53 m
- 2013: 6e WK - 63,58 m
- 2014:  IAAF Continental Cup - 63,76 m
- 2015:  WK - 66,13 m
- 2016:  OS - 64,92 m

Diamond League dagzeges
- 2010: British Grand Prix - 64,32 m
- 2012: Adidas Grand Prix - 69,35 m (AR)
- 2016: Qatar Athletic Super Grand Prix - 67,14 m
- 2016: Golden Gala - 61,95 m